# فيلسبيبورغ
فيلسبيبورغ (بالألمانية: Vilsbiburg)، هي مدينة تقع على نهر فيلس في منطقة لاندسهوت بولاية بافاريا في جنوب ألمانيا، وتبعد نحو 18 كيلومترًا جنوب شرق مدينة لاندسهوت. اشتُق اسم المدينة من اسم النهر الذي يمر عبرها. بلغ عدد سكان فيلسبيبورغ حوالي 12,203 نسمة وفقًا لتقديرات عام 2019.

## المدن التوأمة
- مدينة بوجا

## شخصيات بارزة من فيلسبيبورغ:
- فلوريان غروبر (مواليد 1983): سائق سباقات.
- ماركوس كارل (مواليد 1986): لاعب كرة قدم في نادي زاندهاوزن الألماني.
- جيزيلا ستيوارت (مواليد 1955): سياسية بريطانية، شغلت عضوية البرلمان البريطاني بين عامي 1997 و2017.
- فلوريان أوسنر (مواليد 1980): سياسي ألماني.